# 牧野英成
牧野 英成 （まきの ひでしげ）は、江戸時代前期から中期にかけての大名・京都所司代。丹後国田辺藩の第3代藩主。丹後田辺藩牧野家4代。官位は従四位下・河内守。

## 略歴
旗本・村越直成（牧野信成の十男）の長男として誕生した。伯父である牧野富成に男子がなかったため、父の実家である丹後田辺藩牧野家の養子となる。元禄6年（1693年）、富成の死により家督を相続する。寺社奉行や京都所司代を歴任し、幕政にも参与した。元文2年（1737年）隠居し、家督を次男の明成に譲る。寛保元年（1741年）死去した。

## 年表
- 1671年（寛文11年） - 生まれる
- 1692年（元禄5年） - 奥詰
- 1693年（元禄6年） - 牧野家相続、奥詰辞任、雁間詰
- 1714年（正徳4年） - 奏者番
- 1718年（享保3年） - 寺社奉行（8月4日）
- 1724年（享保9年） - 京都所司代（12月15日）
- 1734年（享保19年） - 京都所司代辞任
- 1737年（元文2年） - 隠居
- 1741年（寛保元年） - 死去、享年71

## 官位位階
- 1685年（貞享2年） - 従五位下・佐渡守
- 1697年（元禄10年） - 讃岐守
- 1714年（正徳4年） - 因幡守
- 1724年（享保9年） - 佐渡守、従四位下・侍従
- 1728年（享保13年） - 河内守

## 系譜
- 父：村越直成
- 母：三好氏
- 養父：牧野富成（1628年 - 1693年）
- 正室：南部行信の娘
- 室：信敬院（平井氏）
  - 次男：牧野明成（1704年 - 1750年）
- 生母不明の子女
  - 女子：酒井忠告正室
  - 長男：牧野良成
  - 三男：牧野知成
  - 女子：藤波徳忠養女
  - 四男：中坊秀成
  - 五男：南部信弥
  - 女子：細川興虎正室
  - 六男：牧野長成
  - 女子：有馬純珍養女
  - 女子：小浜秀隆養女、小浜季隆正室
  - 八男：高力直賢
  - 九男：牧野孝成
  - 十男：牧野徳成
  - 十一男：牧野資成